# Mitt liv utan mig
Mitt liv utan mig (spanska: Mi vida sin mí, engelska: My Life Without Me) är en spansk-kanadensisk film från 2003, regisserad av spanjorskan Isabel Coixet. Filmen berättar om 23-åriga tvåbarnsmamman Ann, som får reda på att hon snart ska dö. Trots ämnet är det en varm och hoppfull film. Filmen blev Goya-nominerad i bland annat kategorierna bästa film och bästa regi.

## Rollista
| Sarah Polley      | – Ann           |
| Amanda Plummer    | – Laurie        |
| Scott Speedman    | – Don           |
| Leonor Watling    | – Anns granne   |
| Deborah Harry     | – Anns mamma    |
| Maria de Medeiros | – Hårfrisörskan |
| Mark Ruffalo      | – Lee           |
| Julian Richings   | – Dr. Thompson  |
| Kenya Jo Kennedy  | – Patsy         |
| Jessica Amlee     | – Penny         |